# Oficios del teatro

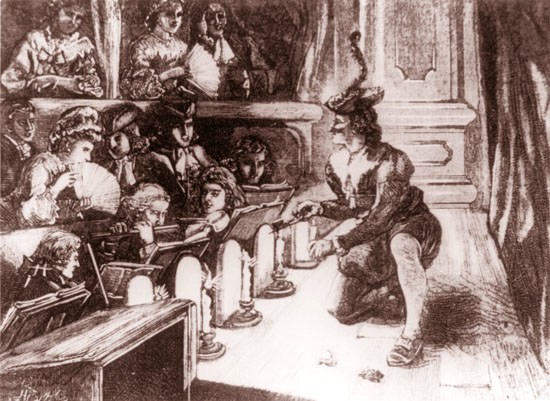
El despabilador encendiendo las luces de candilejas en una pausa de la representación, en un grabado anónimo del siglo XVIII. También aparecen los palcos de proscenio, primeras filas de la platea, la orquesta y la caja del apuntador.

Los oficios del teatro son las distintas ocupaciones profesionales que hacen posible una representación teatral.

## Tipos de oficio
En el teatro occidental realizado a partir del siglo XVI han existido diversos oficios teatrales, muchos de ellos ya desaparecidos. A continuación se mencionan varios de ellos, estructurados en tipos o cuerpos de trabajo.

### Cuerpo de dirección
Aunque la figura del director es relativamente tardía en la historia del teatro, siempre hubo un líder o responsable, fuera dueño, autor o capocómico de la compañía de teatro. En el proceso de su evolución, al menos nominalmente pueden distinguirse:
- Autor. También dramaturgo o autor dramático. Durante siglos se identificó con las tareas de director. Ha creado la figura del "autor novel" (refiriéndose al que no ha estrenado comercialmente ninguna de sus obras).
- Director. También llamado director de escena, o director de teatro, es la persona responsable que en el ámbito de las artes escénicas (principalmente teatro y ópera)  supervisa y dirige la escenificación de una obra, unificando criterios y conductas de variados esfuerzos y aspectos de la producción, como los decorados, los vestuarios, los efectos especiales, la iluminación, los movimientos de los actores y en ocasiones hasta las coreografías cuando éstas no tienen ya un coreógrafo que se ocupa de ellas.
- Regidor. Titular del oficio de regiduría, y evolucionado a partir del veterano oficio de traspunte, es un cargo intermedio entre el director de escena y el equipo técnico, cuya misión es montar las obras conforme a lo acordado por la dirección escénica y llevar el orden del espectáculo durante el transcurso del mismo, previniendo y avisando a los actores sus respectivas intervenciones escénicas conforme a lo especificado en el correspondiente libreto, escaleta o partitura, así como advertir al maestro director de orquesta por medio de señales correspondientes. Se le considera la máxima autoridad en el escenario y el responsable directo del espectáculo una vez comenzado. En el pasado, el ‘traspunte’ compartía trabajo con el avisador o ‘mandadero’, por encargarse de llevar a los camerinos, los recados del director (avisar o reclamar a escena a los actores, según directrices del regidor o los ayudantes de dirección. El mandadero solía ser un muchacho con un sueldo simbólico y la compensación de las propinas que recibiese de los actores.
- Escenógrafo: artista que diseña la escenografía. La evolución del fenómeno teatral fue creando figuras profesionales como la del escenógrafo que a su vez han ido creciendo en importancia hasta ocupar un lugar destacado en una representación dentro del cuerpo de dirección creativa. Ya desde su origen se diferenciaron los pintores de decorados y bocetistas, con ilustres ejemplos como Picasso, para diferenciarse de aquellos se desarrolló la categoría del escenógrafo realizador.
- Iluminador: heredero de antiguos modestos oficios como el del despabilador y el alumbrante,[1] En la actualidad ha llegado a convertirse en el responsable artístico de la iluminación en el escenario. También llamado diseñador de luces o de iluminación, su trabajo, tan invisible como evidente resulta decisivo para subrayar la acción en el escenario y para aliviar en el espectador la posible fatiga por exceso de luz concentrada. El avance de las tecnologías y la propia diversificación del fenómeno teatral vivo han provocado auténticas revoluciones en este como en otros oficios del teatro. En la actualidad la iluminación en el teatro se considera una disciplina en sí misma y forma parte del cuerpo de creación artística.[2]
- Diseñador de vestuario (también conocido como figurinista): es el encargado de crear los modelos de vestuario de los personajes de un espectáculo (teatro, cine, ópera, etc). El conjunto de su obra, los figurines, compone un «dramatis personae» visualizado.
- Coreógrafo: es el creador de la coreografía de un espectáculo de danza o baile.[3]

### Cuerpo de actores
El conjunto de actores, durante siglos llamados 'representantes', ha generado un pequeño subgrupo de tipos en razón de su categoría o aspiración. Así, tenemos:
- Alzapuertas. Tal apelativo recibía el actor mediocre o desafortunado que sólo conseguía hacer papeles de criado o comparsa.
- Barba o barbas. Actor de carácter, muy habitual desde el siglo XVI al XIX, especializado en papeles de viejo o anciano.
- Característico o actor de carácter. Actor que cubre -por lo general- papeles de viejos y ancianos, y en el caso de las actrices, también las que interpretan a viejas matronas o amas de viaje.
- Faraute. En el teatro del Siglo de Oro, se llamaba así al actor o presentador que en un breve recitado introductorio -que más tarde se llamó loa- preparaba al público para la comedia que se iba a representar.
- Figurante o comparsa. Meritorio o aspirante a actor de una representación teatral. Por lo general acompaña ('hace bulto') y no tiene líneas de texto, o son breves y escasas.
- Racionista. Que trabaja "por la ración" de comida (que era su único pago). Oficio antiguo de actores de la más baja categoría. Entre los racionistas más abnegados puede citarse a los llamados metemuertos (o sacamuertos), que al final de cada acto tenían que retirar del escenario todo los trastos o muebles que no figurasen en el siguiente y sacar a escena los que fuesen necesarios. El nombre, en concreto, se remonta al tiempo del teatro de los corrales, donde, al no haber telón, a la vista del público los mencionados racionistas se llevaban a los actores muertos en la ficción, para con este gesto mantener la ilusión teatral. El término se identifica con los metesillas o sacasillas.
- Sobresaliente. Actor suplente, por lo general del primer o los primeros actores a los que sustituye en caso de ausencia por enfermedad o cualquier otra circunstancia.
- Apuntador.- Creado como apoyo y guía de los actores en el escenario. Puede desempeñar objetivos de traspunte, para lo que dispone de un libreto copia del guion técnico o guion general.

Ya al margen de categorías, el actor, a lo largo de la Historia del teatro, se ha identificado con: comediante, histrión, intérprete, representante e incluso mimo, hasta el punto de considerarse sinónimos en muchos contextos.

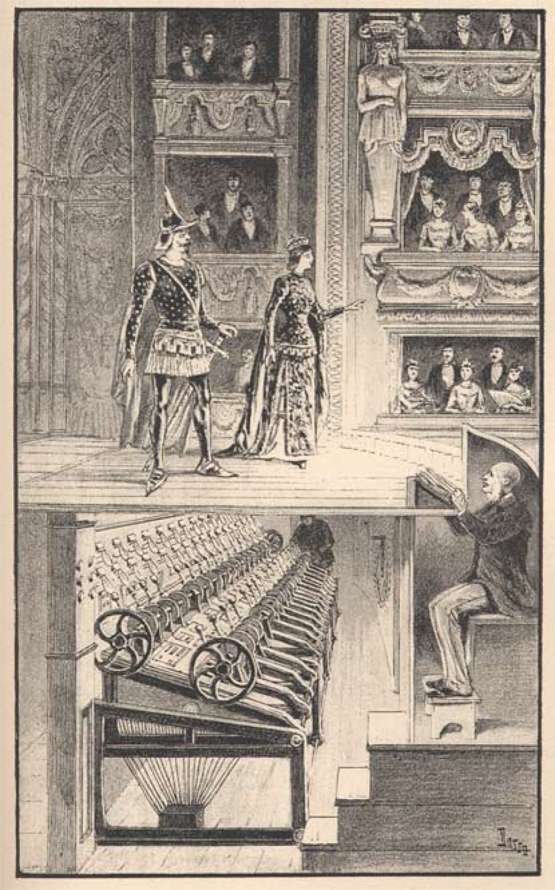
Dibujo del corte transversal del proscenio de un teatro a la italiana, con detalles de la concha (cajón o tornavoz) del apuntador y maquinaria de la tramoya bajo el escenario.

### Cuerpo técnico
A las órdenes del director técnico se despliega una amplia red de oficios del teatro. En algunos cuadros profesionales se incluye en este cuerpo técnico al regidor, como habitual auxiliar del director técnico. En conjunto suelen ser profesionales especialistas con un histórico pasado de "trabajadores de base".
- Tramoyista. En sí mismo podría ser un cuerpo, dada en ocasiones la complejidad de su trabajo en el esquema de la representación. Tradicionalmente, tramoyistas o "maquinistas"  eran el oficial (o maquinista jefe) y los ayudantes que atendían el manejo de tramoyas en el espacio escénico. Dentro del grupo podría incluirse al arroje, nombre que recibían cada uno de los operarios que se tiraban (textualmente se arrojaban al vacío) desde el telar del torreón de tramoya para con su contrapeso conseguir que se alzase el pesado telón del escenario, al que iban unidos por gruesas maromas o simplemente asidos a ellas.

- Utilero. También utillero, compone otro gran grupo del cuerpo técnico, que incluye al conjunto de miembros de la atrecería, como conjunto de útiles necesarios para la representación. Puede dividirse entre utileros/atrecistas para grandes objetos, y accesorios para cosas pequeñas. El femenino utilera se puede referir también a la empleada de guardarropía.

- Eléctrico. Son los miembros que se encargan de colgar y enchufar y controlar todos los aparatos de iluminación, según un plano elaborado por el diseñador de iluminación.

- Sonido. El tradicional técnico teatral de sonido (que al final del siglo XX se convirtió en el diseñador de sonido) es el nombre con el que se conoce al especialista de sonido que coordina y manipula los equipos destinados a este uso durante la representación. En el teatro de los siglos XVIII y XIX, en especial en la comedia de magia, formaba parte de los cometidos de los atrecistas dada su espectacular tramoya, con abundantes efectos escenográficos.[nota 2]

- Maquillaje y peluquería. Especialista en caracterización, cuyo trabajo realizó durante muchos siglos el propio actor, siendo el arte de la máscara uno de los más antiguos del oficio teatral. Desde el teatro italiano del siglo XVIII, estas tareas pasaron a manos de técnicos que además tenían a su cargo el cuidado, cepillado y peinado de las pelucas, barbas y otros postizos necesarios para la representación. Es tradicional en el mundo del teatro que el buen actor siga prefiriendo maquillarse él mismo.[4]

- Sastrería. Los sastres son los encargados del vestuario de un espectáculo. Su responsabilidad incluye bien la confección de los trajes, siguiendo las directrices y diseños del diseñador de vestuario, bien su mantenimiento y cuidado, además de atender a los camerinos, preparando el vestuario y ayudando en el arreglo de los intérpretes.[5] En América Latina se le denomina guardarropía. En España se denomina así al lugar donde el público puede dejar consignado parte de su vestuario, y en América Latina se llama así al empleado que cuida este puesto e indistintamente al miembro de la compañía teatral que tiene a su cargo el vestuario o guardarropía. La modernidad ha acuñado el término vestuarista.[6]

### Cuerpo de gestión
- Productor teatral. Responsable de la financiación de los montajes teatrales. Antiguamente se identificaba con el tipo del empresario teatral. En España, desde 1985 están coordinados por la AEPT (Asociación Española de Productores de Teatro).

### Otros oficios
- Acomodadores y jefes de sala. Miembro del personal del teatro encargado de acompañar a los espectadores el camino y la ubicación de su localidad. Está coordinado por los jefes de sala que realizan conjuntamente estas tareas.

- Personal de taquilla. Miembro del personal del teatro que expende en las taquillas las entradas, tiquets o boletos requeridos para presenciar la función.

## Codade Torres Villarroel
Diego de Torres Villarroel, en sus Visiones y visitas de Torres con don Francisco de Quevedo por la Corte, pone la guinda literaria a los más primitivos de estos oficios en uno de los parlamentos de su "Visión y visita undécima: Corral de comedias, poetas líricos, cómicos y representantes", donde sentencia de esta manera:

"Ya no hay quien suba a la cumbre del Parnaso, que es monte de musas y dificultades, y se les hace muy cuesta arriba. Los laureles que antes salían destinados para ceñir las gloriosas sienes de los ingeniosos, coronando sus sudores con los cercos de inmortal lozanía, hoy se contentan con hacer un papel de metemuertos en la comedia de los escabeches, porque ya no hay poetas de corona, sino legos."
Diego de Torres Villarroel (Salamanca, 1743)